# De Hemel (album)
De Hemel is het vierde studioalbum van de Nederlandse zanger Henk Westbroek, uitgebracht in 1999.

## Nummers
| Nr. | Titel                       | Schrijver(s)                                            | Duur |
| --- | --------------------------- | ------------------------------------------------------- | ---- |
| 1.  | De hemel                    | Henk Westbroek, René Meister                            | 3:57 |
| 2.  | Als je weer verliefd wordt  | Henk Westbroek, René Meister                            | 4:49 |
| 3.  | Midden op de dag            | Henk Westbroek, René Meister                            | 5:53 |
| 4.  | Ik zou weg kunnen lopen     | Henk Westbroek, George Kooymans                         | 4:06 |
| 5.  | De zon                      | Henk Westbroek, René Meister                            | 4:55 |
| 6.  | Ik heb me zo in jou vergist | Henk Westbroek, René Meister                            | 4:29 |
| 7.  | Geen mens ter wereld        | Henk Westbroek, René Meister                            | 4:19 |
| 8.  | Zij is net als jij          | Henk Westbroek, René Meister                            | 4:23 |
| 9.  | Nergens naar op zoek        | Henk Westbroek, René Meister                            | 4:42 |
| 10. | Je droomt gewoon            | Henk Westbroek, René Meister                            | 5:26 |
| 11. | De regenboog                | Henk Westbroek, Ab Tamboer, Chris Koerts, Gerard Koerts | 3:51 |
| 12. | Waar je ook komt            | Henk Westbroek, René Meister                            | 3:57 |